# Canthon montanus
Canthon montanus là một loài bọ cánh cứng trong họ Bọ hung (Scarabaeidae).